# Heavenly/Sign of the Winner (2001)
Sign of the Winner es el segundo álbum de la banda francesa de power metal Heavenly. Fue lanzado a la venta el 24 de septiembre de 2001 por Noise Records.

## Músicos
- Benjamin Sotto - Vocalista
- Maxence Pilo - Baterista
- Frédéric Leclercq - Guitarrista
- Pierre-Emmanuel Pelisson - Bajista
- Charley Corbiaux - Guitarrista

## Lista de canciones
1. "Break the Silence" - 4:01
2. "Destiny" - 6:59
3. "Sign of the Winner" - 4:05
4. "The World Will Be Better" - 6:54
5. "Condemned To Die" - 6:15
6. "The Angel" - 2:06
7. "Still Believe" - 5:02
8. "The Sandman" - 4:43
9. "Words of Change" - 5:06
10. "Until the End" - 8:52

- Datos: Q3483574